# Sara Bareilles
Sara Beth Bareilles (IPA: [bəˈɹɛlɪs]; 1979. december 7.) amerikai énekes-dalszerző és zongorista.
2007-ben a Billboard Pop 100 slágerlistáján 41 hétig volt jelen, és három hétig a negyedik helyen szerepelt. 2009-ben Love Song című daláért Grammy-díjra jelölték.

## Biográfia

### Korai évek
Bareilles a kaliforniai Eurékában született és nevelkedett. Énekelt a Limited Edition nevű gimnáziumi kórusban és a helyi közösségi színház zenei produkcióiban, többek között a Little Shop of Horrorsban mint Audrey. Az Eureka Senior High Schoolban érettségizett 1998 júniusában, és a legtehetségesebbnek ítélték meg az évkönyvben az évfolyamán.
A University of California hallgatója volt, ahol is a capella együttesük, az Awaken A Capella tagja volt, Az együttes Gravity dalának előadása szerepelt a Best of Collage A Cappella 2004 című válogatáscédén. Sara az MTV Total Request Live című műsorában, ahol ő és a Maroon 5 együttes visszamentek fiatalabb kaliforniai napjaikba, mikor az együttes még Kara's Flowers néven volt ismert. Fellépett az évi diákkoncerten, az UCLA Spring Singen (az UCLA az University of California, Los Angeles rövidítése), és kétszer nyert is.

### Karrier
Miután 2002-ben diplomázott a főiskolán, Bareilles helyi bárokban és klubokban lépett fel (olyanokban, mint a Hotel Café és a Genghis Cohen Los Angelesben), mielőtt nagyobb közönség előtt énekelt volna. Két demót jelentetett meg 2003-ban, amelyek főként élő felvételekből álltak: a The First One-t áprilisban és a The Summer Sessionsöt októberben. 2004-ben énekesként feltűnt egy független filmben, a Girl Playben az Undertow című dalt énekelve.
2004 januárjában megjelent Bareilles első stúdióalbuma, a Careful Confessions. Az Epic Records A&R vezetőjével, Pete Gibergával szerződött le 2005. április 15-én. Az év hátralevő része dalok szerzésével és átdolgozásával telt a következő albumra. Gravity című száma röviden feltűnik a 2006-os független filmben, a Loving Annabelle-ben. 2006-ban Marc Broussard előzenekara volt a Carencro turnén.
2004 közepe táján a Rocco DeLuca and the Burden nyitóénekese volt nyitó turnéjukon, Guster mellett is fellépett első egyesült királysági turnéján és együtt turnézett Jon McLauglinnal. 2007-ben Aqualung, Mika és James Blunt egyesült királysági turnéjának nyitóénekese volt, és ugyanebben az évben számos Maroon 5 és Polo Nutini-koncerteken volt az előzenekar.
2007 júniusában Bareilles Love Song kislemeze az iTunes-on mint a heti ingyenes kislemez. A következő hónapban a nagyobb kiadónál megjelent debütáló lemeze, a Little Voice az első helyre került az áruház legtöbbet letöltött albumainak listáján megjelenésének első hetében, és a 45. helyen kezdett a Billboard 200-as slágerlistán. Mióta a Rhapsody reklámjában is szerepelt 2007-ben, a Love Song elkezdett felfelé ívelni a pop listákon, a 76. helyről a 16. helyre ugorva egy héten belül. 2007 decemberében a dal a legjobb tíz közé került a Billbord Hot 100-on. Bareilles fellépett a dallal a The Tonight Show with Jay Leno című műsorban 2008 januárjában és az NBC Today című műsorában 2008 februárjában.
2008. február 14-én a Little Voice arany fokozatot kapott. Az album a hetedik helyen végzett a Billboard 200-as listán. Bareilles kislemeze, a Love Song kétszeres platina lett 2008 áprilisában.
Turnézott a Counting Crows-sal és a Maroon 5-tel 2008. júliusban és augusztusban. A virginiai Virginia Beach volt első állomásuk, utolsó pedig az ohioi Cuyahoga Falls. Július 7-én Bareilles lett a hét énekese és júliusban ismét feltűnt a The Tonight Show with Jay Leno-ban.
2008. október 28-án megjelent a Live At The Fillmore DVD-n és CD-n. A kiadványon első nagyobb koncertje látható a híres san franciscoi Fillmore koncertteremben.

## Diszkográfia

### Albumok
- 2004 Careful Confessions
- 2007 Little Voice
- 2008 Between the Lines: Live at The Fillmore (CD és DVD)
- 2010 Kaleidoscope Heart
- 2013 The Blessed Unrest
- 2015 What's Inside: Songs from Waitress
- 2019 Amidst the Chaos

### Kislemezek
- 2007 Love Song
- 2008 The River (élő)
- 2008 Bottle It Up

## Külső hivatkozások
- Hivatalos oldal
- Sara Bareilles MySpace-je